# Wieliczka
Wieliczka (udtale: [vʲɛˈlʲit͡ʂka],  ( hør) (tysk: Groß Salze, latin: Magnum Sal) er en by og en kommune i det sydøstlige Polen. Den ligger i voivodskabet Lillepolen (Województwo małopolskie) og har 26.599(2021) indbyggere, og et areal på 13,41 km². Den er en del af Kraków Storbyområde. Byen blev oprindeligt grundlagt i 1290 af Przemysł 2. I dag er den mest kendt for Wieliczka saltmine, der blev opført på UNESCOs Verdensarvsliste. i 1978, og den historiske gamle bykerne, der blev opført på Polens officielle nationale liste over Historiske monumenter (Pomnik historii) i 1994.

## Geografi
Byen ligger {13 km sydøst for Kraków og ikke langt fra byen Niepołomice. Wieliczka saltmine - en af verdens ældste saltminer i drift - er etableret på betydelige saltforekomster, som også findes i det nærliggende Bochnia.
Byen ligger i en dal mellem to højdedrag, der strækker sig fra vest til øst: mod syd Wieliczka bakker, mod nord Bogucice-sand, herunder Wieliczka-Gdów-højlandet. Den sydlige højderyg er højere, mens den nordlige højderyg fører til nationalvej 94. I nærheden af byen ligger motorvej A4 (Europavej E40), som forbinder Kraków med Polens sydvestlige og sydøstlige regioner. Byens gennemsnitlige højde er omkring 137 moh., det højeste bjerg når 361,8 moh. og det laveste punkt ligger i 224 meters højde.

## Galleri
- Markedspladsen
- Byhuse på Markedspladsen
- Aftenbillede af markedspladsen
- Wieliczka saltmine,
- Interiør fra minen
- Przychodzki Palads
- Regis skakten
- Regionshusets park
- Konopków palads
- Żupny Slot
- Sankt Kinga's Park
- Centrum
- Turówka hotel
- Adam Mickiewicz monument
- Church of Sankt Sebastian-kirken
- Interiør i Sankt Sebastian-kirken
- Franciskanerklosteret
- Klostergården
- Militærkirkegård fra 2. verdenskrig